# 常州快速公交

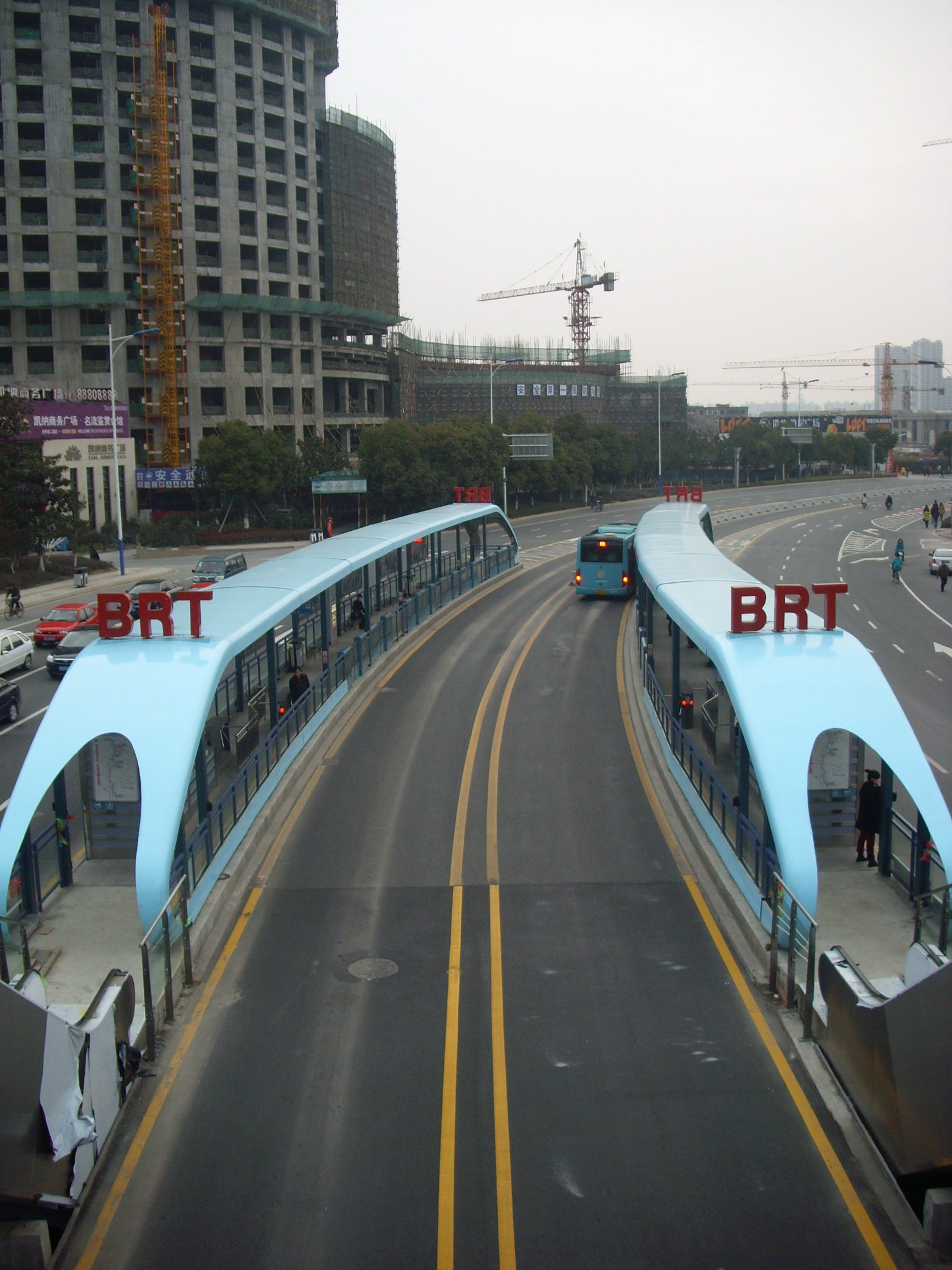
常州BRT站台

常州快速公交系统（简称常州BRT），是位于江苏省常州市的快速公交系统。车票采用单一票价，投币2元，刷卡1.2元。

## 概况
《常州市快速公交BRT（一號線）工程可行性研究報告》在2007年5月23日通過專家組審評，於次日全線動工，並在2008年元旦開通運營。快速公交專用道設於道路中央，車站位於專用道兩側，乘客由人行道或天橋進站。車輛為右開門。
目前，常州快速公交运营有一号线、二号线两条线路，主线共计40多公里、支线120多公里。

## 线路

### 线路列表
常州快速公交的路线参见下表：

| 编号 | 编号 | 线路及运营时间              | 线路及运营时间 | 线路及运营时间                              | BRT通道内停站               | BRT通道内停站 | BRT通道内停站               | 运营商   | 备注            |
| ---- | ---- | --------------------------- | -------------- | ------------------------------------------- | --------------------------- | ------------- | --------------------------- | -------- | --------------- |
|      | B1   | 常州北站 5:10–20:50         | →              | 武进公交中心站 5:20–21:00                   | 常州北站                    | 31站 ⇄        | 武进汽车客运站              | 公交五汽 |                 |
| ←    | B1   | 常州北站 5:10–20:50         | 辽河路长江路   | 武进公交中心站 5:20–21:00                   | 武进公交中心站              | 31站 ⇄        |                             | 公交五汽 |                 |
|      | B2   | 西林公园公交枢纽 5:00–20:30 | →              | 青洋路新堂路 5:40–21:00                     | 西林公园公交枢纽            | 9站 →         | 怀德路劳动路                | 公交一汽 | 原 3（日班）    |
| ←    | B2   | 西林公园公交枢纽 5:00–20:30 | 怀德路邹傅路   | 青洋路新堂路 5:40–21:00                     | 8站 ←                       |               | 怀德路劳动路                | 公交一汽 | 原 3（日班）    |
|      | B10  | 常州北站 6:00–20:20         | →              | 常州客运中心 6:00–20:50                     | 通江路河海路                | 2站 ⇄         | 通江路太湖路                | 公交三汽 |                 |
| ←    | B10  | 常州北站 6:00–20:20         |                | 常州客运中心 6:00–20:50                     | 通江路河海路                | 2站 ⇄         | 通江路太湖路                | 公交三汽 |                 |
|      | B11  | 武进公交中心站 5:30–20:40   | →              | 火车站东公交枢纽 5:45–21:10                 | 武进公交中心站+兰陵路人民路 | 2+5站 →       | 武进汽车客运站+兰陵路劳动路 | 公交五汽 |                 |
| ←    | B11  | 武进公交中心站 5:30–20:40   | 兰陵路人民路   | 火车站东公交枢纽 5:45–21:10                 | 6站 ←                       | 劳动路广化街  |                             | 公交五汽 |                 |
|      | B12  | 香树湾 5:00–21:00           | →              | 白家桥 5:40–21:40                           | 中国人寿（万福桥）          | 3站 ⇄         | 怀德路延陵路                | 公交三汽 | 原 26（第一代） |
| ←    | B12  | 香树湾 5:00–21:00           |                | 白家桥 5:40–21:40                           | 中国人寿（万福桥）          | 3站 ⇄         | 怀德路延陵路                | 公交三汽 | 原 26（第一代） |
|      | B13  | 锦海星城 5:00–21:30         | →              | 火车站公交中心站（西广场回车场） 5:38–22:07 | 通江路河海路                | 5站 →         | 中国人寿（万福桥）          | 公交三汽 |                 |
| ←    | B13  | 锦海星城 5:00–21:30         | 6站 ←          | 火车站公交中心站（西广场回车场） 5:38–22:07 | 通江路河海路                | 西新桥        |                             | 公交三汽 |                 |
|      | B15  | 嘉泽公交中心站 6:00–18:50   | →              | 花园街聚湖路 6:56–19:46                     | 兰陵路延政路                | 4站 →         | 兰陵路人民路                | 公交一汽 |                 |
| ←    | B15  | 嘉泽公交中心站 6:00–18:50   | 兰陵路长虹路   | 花园街聚湖路 6:56–19:46                     | 3站 ←                       |               | 兰陵路人民路                | 公交一汽 |                 |
|      | B21  | 西林公园公交枢纽 5:05–19:00 | →              | 常州客运中心 5:44–19:39                     | 西林公园公交枢纽            | 10站 →        | 怀德路延陵路                | 公交一汽 |                 |
| ←    | B21  | 西林公园公交枢纽 5:05–19:00 | 怀德路邹傅路   | 常州客运中心 5:44–19:39                     | 9站 ←                       |               | 怀德路延陵路                | 公交一汽 |                 |
|      | B22  | 花园汽车站 5:25–21:05       | →              | 常州客运中心 6:03–21:43                     | 怀德路龙江路                | 7站 ⇄         | 怀德路劳动路                | 公交一汽 |                 |
| ←    | B22  | 花园汽车站 5:25–21:05       |                | 常州客运中心 6:03–21:43                     | 怀德路龙江路                | 7站 ⇄         | 怀德路劳动路                | 公交一汽 |                 |
|      | B23  | 钟楼公交中心站 4:55–22:30   | →              | 虹景金桂园 5:40–23:15                       | 怀德路劳动路                | 1站 ⇄         | 怀德路劳动路                | 公交一汽 | 原 9（第一代）  |
| ←    | B23  | 钟楼公交中心站 4:55–22:30   |                | 虹景金桂园 5:40–23:15                       | 怀德路劳动路                | 1站 ⇄         | 怀德路劳动路                | 公交一汽 | 原 9（第一代）  |
|      | B18  | 白荡河公交中心站 6:00–21:00 | →              | 沿江高铁武进站 6:00–21:00                   | 白荡河公交中心站            | 33站 ⇄        | 沿江高铁武进武进站          | 公交五汽 |                 |
| ←    | B18  | 白荡河公交中心站 6:00–21:00 | 沿江高铁武进站 | 沿江高铁武进站 6:00–21:00                   | 白荡河公交中心站            | 33站 ⇄        |                             | 公交五汽 |                 |

以下路线不属于快速公交系统，但亦会停靠快速公交站台：

| 编号 | 编号   | 线路及运营时间                | 线路及运营时间 | 线路及运营时间            | 收费 | 运营商   | 备注 |
| ---- | ------ | ----------------------------- | -------------- | ------------------------- | ---- | -------- | ---- |
|      | Y2     | 新北公交中心站 6:25–18:00     | ⇆              | 红梅公交中心站 7:25–19:05 | 2元  | 公交三汽 |      |
|      | 8      | 遥观建农村 6:00–21:50         | ⇆              | 红梅公交中心站 6:00–22:30 | 2元  | 常州巴士 |      |
|      | 17     | 红梅公交中心站 6:00–19:00     | ⇆              | 横林公交中心站 6:00–19:40 | 3元  | 常州巴士 |      |
|      | 310    | 村前首末站 5:10–17:40         | ⇆              | 花园汽车站 5:55–18:25     | 3元  | 公交一汽 |      |
|      | 68常州 | （无锡）雪堰公交站 5:00–18:30 | ⇆              | （常州）滆湖路 6:00–19:10 | 4元  | 公交五汽 |      |

### 主线概况

#### 快速公交一号线
一号线呈南北走向，于2008年1月1日正式开通。连接新北区、钟楼区、武进区。

#### 快速公交二号线
二号线全长21.5公里，设有24对中间站，呈东西走向，于2009年5月2日正式开通。东段连接经开区，西段连接钟楼区。

## 票价
票價與常州普通公交車一樣，投幣2元，刷卡六折（即1.2元），學生卡三折，老人卡二折。盲人、殘疾軍人、烈屬、常州市離休老干部、著裝的現役軍人，憑相關證件可免費乘車，乘客可在BRT專用站台上實行同向免費換車。